# Centaurea oxylepis
Centaurea oxylepis — вид квіткових рослин родини айстрових (Asteraceae). Ареал: Чехія, Словаччина, Угорщина, Польща, Румунія.

## Середовище
Населяє луки, але також зустрічається вторинно на залізничних станціях, у канавах уздовж доріг і на рудеральних ділянках. Він також піднімається досить високо в гори.

## Біоморфологічна характеристика
Багаторічна трав'яниста рослина 30–90(120) см заввишки; стебло пряме, гіллясте. Листки чергові, нижні черешкові, вищі сидячі, здебільшого цілісні, від яйцеподібних до ланцетних, рідше віддалено перисто-роздільні, досить жорсткі, шорсткі, темно-зелені. Квіткові голови ростуть поодиноко на кінцях бічних гілок, досягаючи до 4 см в діаметрі. Квітки від рожевих до рожево-фіолетових. Плід циліндричний, сім'янки завдовжки 2.5–3.5(4) мм; пушок часто відсутній або короткий, асиметричний.